# Sender Berlin-Dahlem
Der Sender Berlin-Dahlem war eine Sendeanlage, die sich in Berlin-Dahlem an der Pacelliallee befand.

## Aufbau
Neben einem kleineren Gitterturm, der dem Richtfunk diente, bestand die Sendeanlage aus einem 1967 erbauten, 126 Meter hohen, abgespannten Stahlfachwerkturm. Dieser war gegen Erde isoliert, da er als selbststrahlender Sendemast für Mittelwelle diente.

## Nutzung
Die Sendeanlage wurde von AFN Berlin zur Verbreitung seiner Radioprogramme auf 87,9 MHz (UKW) mit einer Leistung von 1 kW und 1107 kHz (MW) (bis zum Inkrafttreten des Genfer Wellenplans am 23. November 1978 auf 935 kHz) mit einer Leistung von 10 kW verwendet. Außerdem wurde das Fernsehprogramm AFN TV auf Kanal 29 ausgestrahlt.

## Ende der Sendeanlage
Mit dem Abzug der amerikanischen Streitkräfte aus Berlin wurde die Verbreitung von AFN Berlin am 15. Juli 1994 nach einer dreistündigen Sondersendung, die in 54 Länder übertragen wurde, mit der amerikanischen Nationalhymne beendet; die Sendeanlage blieb jedoch noch bis zum Dezember 1994 mit dem Rahmenprogramm AFN Frankfurt in Betrieb. Am 14. Dezember 1996 um 12:23 Uhr folgte die Sprengung der Sendeanlage, nachdem von einem ehemaligen AFN-Mitarbeiter, der den Sendeturm zu einem symbolischen Preis von einer Deutschen Mark erwerben wollte, ursprünglich geplant wurde, den Sendeturm an seinem alten Standort abzubauen und an einem anderen Standort in den USA wiederaufzubauen. Als ein Gutachten ergab, dass der Sendeturm aufgrund seines schlechten Zustandes nicht weiter nutzbar war, wurde das Vorhaben schließlich aufgegeben.